# Dosje Jarak
Dosje Jarak je hrvatski dokumentarni serijal u kojem voditelj i novinar Andrija Jarak tematizira najveće zločine novije hrvatske povijesti. Emisija je krenula sa prikazivanjem 2. studenoga 2023. na RTL-u.
U veljači 2024. emisija je obnovljena za drugu sezonu koja je bila početkom 2024. u fazi priprema, a premijerno je počela s prikazivanjem na platformi Voyo 28. listopada 2024.

## Početak
U studenome 2021. godine, novinar Andrija Jarak najavio je odlazak s mjesta reportera Nove TV na kojoj je radio 17 godina. RTL je objavio da se Jarak pridružuje njihovom timu. U pripremi je bio talk-show, koji je trebao voditi Andrija Jarak, ali umjesto toga nastao je dokumentarni serijal "Dosje Jarak".

## Uredništvo
Emisiju autorski potpisuju Andrija Jarak, koji je preuzeo i voditeljsku ulogu, te Dario Todorović kao scenarist i redatelj. Uz njih, na "Dosjeu Jarak" kao istraživačka novinarka radi Marijana Čikić, Lutvo Mekić direktor je fotografije, a Rudolf Sačer majstor tona. U jedinstvenu cjelinu, "Dosje Jarak" složila je montažerka Ivana Rogić.

## Pregled emisije
Prva sezona emisije premijerno se prikazala od 2. studenoga 2023. do 15. veljače 2024. na RTL-u. Prve dvije epizode o Pukaniću prikazale su se 16. i 17. studenoga 2023. u Crnoj Gori na Prvom programu RTCG.
U veljači emisija je obnovljena za drugu sezonu koja se premijerno prikazuje od 28. listopada 2024. na streaming platformi Voyo.
| Sezona | Sezona | Epizode | Epizode | Originalno emitiranje | Originalno emitiranje |
| Sezona | Sezona | Epizode | Epizode | Premijera             | Finale                |
| ------ | ------ | ------- | ------- | --------------------- | --------------------- |
|        | 1.     | 4       | 4       | 2. studenoga 2023.    | 15. veljače 2024.     |
|        | 2.     | 4       | 4       | 28. listopada 2024.   | n. p.                 |

### Prva sezona
| Br. u seriji | Br. u sezoni | Naslov                    | Nadnevak prikazivanja                  |
| --- | ------------ | ------------------------- | -------------------------------------- |
| 1. | 1.           | "Atentat na Ivu Pukanića" | 2. studenoga 2023. 16. studenoga 2023. |
| Prva epizoda dokumentarnog serijala 'Dosje Jarak' obradila je ubojstva Ive Pukanića i Nike Franjića. |              |                           |                                        |
| 2. | 2.           | "Atentat na Ivu Pukanića" | 9. studenoga 2023. 17. studenoga 2023. |
| Druga epizoda također je bila posvećena ubojstvima Ive Pukanića i Nike Franjića. Andrija Jarak sa svojim timom u drugoj epizodi vodio je gledatelje kroz zamršenu mrežu zločina koja vodi daleko izvan granica Hrvatske. |              |                           |                                        |
| 3. | 3.           | "Ubojstvo Ivane Hodak"    | 14. prosinca 2023.                     |
| U trećoj epizodi serijal je donio priču o svirepom ubojstvu mlade odvjetničke vježbenice Ivane Hodak. |              |                           |                                        |
| 4. | 4.           | "Generalov zločin"        | 15. veljače 2024.                      |
| Posljednja epizoda prve sezone bavi se slučajem generala Ivana Koradea. |              |                           |                                        |

### Druga sezona
| Br. u seriji | Br. u sezoni | Naslov                    | Nadnevak prikazivanja |
| --- | ------------ | ------------------------- | --------------------- |
| 5. | 1.           | "Rođeni ubojica (1)"      | 28. listopada 2024.   |
| Srđan Mlađan, najokrutniji maloljetni ubojica u povijesti Hrvatske, 1998. godine kao šesnaestogodišnjak je, bez ikakvog povoda, razloga i motiva, ubio 16-godišnju gimnazijalku Elizabetu Šubić i 61-godišnjeg umirovljenika Petra Jančića. Tijekom izdržavanja desetogodišnje zatvorske kazne pušten je na slobodan vikend s kojega se nije vratio u zatvor. Opljačkao je banku, ubio policajca i tročlanu obitelj držao kao taoce. Nakon 29 godina provedenih u zatvoru, na slobodu izlazi 2027. godine.                        |              |                           |                       |
| 6. | 2.           | "Rođeni ubojica (2)"      | 4. studenoga 2024.    |
| Željko Bijelić, vjenčani kum Srđana Mlađana, ekskluzivno dijeli detalje o zatvorskom vjenčanju između ozloglašenog ubojice i Elije Molnar, djevojke koja je razvila snažne osjećaje prema njemu. Željko opisuje kako ga je Mlađan vješto manipulirao, te otkriva da Elia nije bila jedina koja ga je obožavala – brojne žene iz cijele Hrvatske redovito su mu slale pisma. Prijateljstvo sa Srđanom ostavilo je na Željku ozbiljne zdravstvene posljedice, a nelagoda i strah od mogućeg Mlađanova oslobađanja prate ga i danas. |              |                           |                       |
| 7. | 3.           | "Gdje je Martina Horvat?" | 9. prosinca 2024.     |
| Martina Horvat, djevojka koja je sa svoje adrese misteriozno nestala prije skoro 15 godina. Kći vukovarskog heroja Pala Horvata i danas se traži, baš kao i njezin otac. "Svaki nestanak je težak, svaki nestanak je bolan za obitelj. Mi donosimo priču o ženi i majci koja više od 30 godina traži posmrtne ostatke svog muža - vukovarskog heroja, a 15 godina traži svoju kćer koja je nestala u središtu Zagreba. |              |                           |                       |
| 8. | 4.           | "Trovači iz Plaškog"      | 14. siječnja 2025.    |
| N/E |              |                           |                       |
| 9. | 5.           | "Leš u kauču"             | 10. veljače 2025.     |
| N/E |              |                           |                       |

## Vanjske poveznice
- Službena stranica na rtl.hr
- Dosje Jarak u internetskoj bazi filmova IMDb-a